# Arturo González Sánchez
Arturo González Sánchez (* 1936) ist ein ehemaliger mexikanischer Botschafter.

## Leben
Vom 26. November 1976 bis zum 13. März 1978 war er bei der Regierung von Kaysone Phomvihane in Laos akkreditiert.
1980 leitete er in der Secretaría de Relaciones Exteriores die Abteilung für multilaterale Wirtschaftsverträge.
Von 1983 bis 1986 war Arturo González Sánchez Vertreter Mexikos bei der Asociación Latinoamericana de Integración.
Mit Sitz in Nairobi war er ab 1992 auch bei der Regierung in Tansania akkreditiert.
und Vertreter von Mexiko beim Umweltprogramm der Vereinten Nationen.
Von Februar 1999 bis Februar 2001 war er Generalkonsul in Rio de Janeiro.
| Vorgänger                    | Amt                                                                     | Nachfolger                        |
| ---------------------------- | ----------------------------------------------------------------------- | --------------------------------- |
| Omar Martínez Legorreta      | mexikanischer Botschafter in Hanoi 26. November 1976 bis 11. April 1978 | Armando Cantú Medina              |
| Roberto Martínez Le Clainche | mexikanischer Botschafter in Montevideo 19. Mai 1983 bis 1. Juni 1987   | Alejandro Ángel Castillón Garcini |
| Carlos González Parrodi      | mexikanischer Botschafter in Warschau 28. Januar 1988 bis 13. Juli 1990 | José Luis Vallarta Marrón         |
| —                            | mexikanischer Botschafter in Nairobi 9. Oktober 1992 bis 1994           | Jorge del Valle Cervantes         |